# Manfred Thiede
Manfred Thiede (* 8. Juli 1936 in Chemnitz; † 4. Oktober 2020) war ein deutscher Diplomat. Er war Botschafter der DDR in verschiedenen afrikanischen Staaten.

## Leben
Thiede besuchte die Arbeiter-und-Bauern-Fakultät und erlernte nach dem Abitur den Beruf des Fernmeldefacharbeiters. Er wurde Mitglied der SED und studierte an der Deutschen Akademie für Staats- und Rechtswissenschaft in Potsdam-Babelsberg. Sein Studium schloss er 1960 als Diplomstaatswissenschaftler ab und trat in den Diplomatischen Dienst der DDR ein.
Er war zunächst Attaché bzw. Dritter Sekretär an der DDR-Botschaft in Bukarest. Von 1968 bis 1971 war er Erster Sekretär und Kulturattaché an der Botschaft in Warschau und von 1971 bis 1976 Abteilungsleiter für Kulturelle Auslandsbeziehungen im Ministerium für Auswärtige Angelegenheiten (MfAA). 1976/1977 studierte er an der SED-Parteihochschule „Karl Marx“. Von 1977 bis 1980 war er Botschafter in Mali und – von Bamako aus – zusätzlich von 1977 bzw. von 1978 bis 1980 Botschafter in Niger, Mauretanien und Obervolta. Von 1980 bis 1982 war er Botschafter in der guineischen Hauptstadt Conakry, gleichzeitig ab März 1981 bis 1982 auch in Sierra Leone. Von 1982 bis 1983 war Thiede stellvertretender Abteilungsleiter Nord- und Westafrika im MfAA. Von 1983 bis 1988 war er Botschafter der DDR in Algier. Von 1988 bis 1990 war er erneut Abteilungsleiter für Kulturelle Auslandsbeziehungen im MfAA.
Im Oktober 1986 wurde er mit dem Vaterländischen Verdienstorden in Bronze ausgezeichnet. Manfred Thiede starb am 4. Oktober 2020 im Alter von 84 Jahren.

## Schriften
- Ein Vierteljahrhundert Kulturaustausch mit der Volksrepublik Polen. In: Deutsche Außenpolitik 7 (1975), S. 979–987.
- Die kulturellen und wissenschaftlichen Auslandsbeziehungen der DDR zu den sozialistischen Ländern. In: Deutsche Außenpolitik 10 (1976), S. 1473–1486.